# Cupaniopsis diploglottoides
Cupaniopsis diploglottoides är en kinesträdsväxtart som beskrevs av F. Adema. Cupaniopsis diploglottoides ingår i släktet Cupaniopsis och familjen kinesträdsväxter. Inga underarter finns listade i Catalogue of Life.